# Ryota Hayasaka
Ryota Hayasaka (早坂 良太 Hayasaka Ryōta?, nacido el 19 de septiembre de 1985 en Nara) es un futbolista japonés que se desempeña como centrocampista en el Hokkaido Consadole Sapporo de la J1 League.

## Trayectoria

### Clubes
| Club                       | País  | Año         |
| -------------------------- | ----- | ----------- |
| Honda FC                   | Japón | 2008 - 2009 |
| Sagan Tosu                 | Japón | 2010 - 2016 |
| Hokkaido Consadole Sapporo | Japón | 2017 -      |

## Estadística de carrera

### J. League
| Club                       | Año   | J. League | J. League | Copa J. League | Copa J. League | Total | Total |
| Club                       | Año   | Part.     | Goles     | Part.          | Goles          | Part. | Goles |
| -------------------------- | ----- | --------- | --------- | -------------- | -------------- | ----- | ----- |
| Sagan Tosu                 | 2010  | 36        | 4         | -              | -              | 36    | 4     |
| Sagan Tosu                 | 2011  | 37        | 10        | -              | -              | 37    | 10    |
| Sagan Tosu                 | 2012  | 21        | 0         | 3              | 1              | 24    | 1     |
| Sagan Tosu                 | 2013  | 26        | 3         | 6              | 1              | 32    | 4     |
| Sagan Tosu                 | 2014  | 28        | 3         | 5              | 1              | 33    | 4     |
| Sagan Tosu                 | 2015  | 23        | 0         | 6              | 0              | 29    | 0     |
| Sagan Tosu                 | 2016  | 28        | 0         | 3              | 0              | 31    | 0     |
| Hokkaido Consadole Sapporo | 2017  | 24        | 1         | 5              | 0              | 29    | 1     |
| Total                      | Total | 223       | 21        | 28             | 3              | 251   | 24    |